# 1943
1943 (MCMXLIII) var ett normalår som började en fredag i den gregorianska kalendern.

## Händelser

### Januari

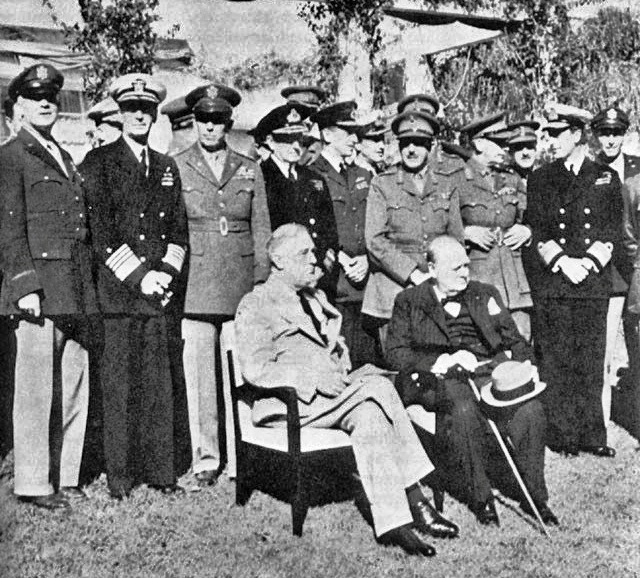
Casablancakonferensen

- 5 januari – Läger inrättas för vissa kategorier som behöver hållas under uppsikt bland de 30 000 flyktingar som finns i Sverige.[1]
- 12 januari – I Sachsenhausen norr om Berlin prästvigs Hannelotte Reiffen och Ilse Härter inom den tyska Bekännelsekyrkan, de första kvinnorna i Tyskland som prästvigs till samma ämbete som manliga präster.
- 14 januari – Casablancakonferensen öppnas i Casablanca, Marocko. Den håller på till den 24 januari.
- 15 januari – Det amerikanska försvarshögkvarteret Pentagon invigs.
- 18 januari
  - Belägringen av Leningrad hävs.[2]
  - Sveriges ÖB utfärdar en order till militära chefer i händelse av angrepp, där det heter att "varje meddelande om att motståndet skall uppges är falskt".[1]
- 19 januari – Det svenska krigsfartyget HMS Älvsnabben sjösätts.
- 23 januari – Brittiska trupper erövrar Tripoli från axelmakterna.
- 31 januari – Tysklands kringrängda 6:e armé kapitulerar vid Stalingrad.[3]

### Februari
- 1 februari – Vidkun Quisling utses till norsk statsminister av ockupationsmakten Tyskland.
- 2 februari – Slaget vid Stalingrad avslutas när de tyska trupperna under ledning av fältmarskalk Friedrich Paulus kapitulerar.
- 8 februari – Ryska trupper återtar Kursk.
- 9 februari – Amerikanska trupper besegrar japanerna i slaget om Guadalcanal.
- 11 februari – General Dwight D. Eisenhower utses att leda de allierade styrkorna i västra Europa.
- 14 februari – Sista misslyckade motoffensiven av de tyska soldaterna i Afrika.[4]
- 18 februari – Joseph Goebbels håller sportpalatstalet i Berlin.
- 28 februari – Norsk Hydros anläggning för tungt vatten, som används vid kärnklyvning, sprängs av norska och brittiska agenter som därmed hindrar Tysklands försök att utveckla en atombomb.[3] Joachim Rønneberg leder sex norrmän i attacken som

utförs i Rjukan och kallas Operation Gunnerside.

### Mars
- 4 mars – Den svenska sångerskan Zarah Leander lämnar Tyskland och slår sig åter ner i Sverige.[4]
- 6 mars – I den så kallade Ränneslättsolyckan dör sex och skadas 29 personer (av vilka fyra dör senare) vid en kraftig explosion vid militära övningar.
- 14 mars
  - Brittiska u-båten HMS Thunderbolt sänks utanför Siciliens kust av en italiensk korvett, vilket blir andra gången fartyget går förlorat.[5][6]
  - Nils "Mora-Nisse" Karlsson vinner Vasaloppet för första gången av nio.[1]
- 26 mars – Sveriges regering häver transportförbudet för kommunisttidningarna Ny dag och Norrskensflamman.[3]
- 27 mars – De fyra svenska kommunistiska morgontidningar, som belades med transportförbud 1940, får förbudet upphävt.
- Våren – Den svenska regeringen diskuterar, efter påstötningar från Jewish Agency, möjligheten att rädda 20 000 polsk-judiska barn till Sverige, men projektet blir aldrig av.

### April

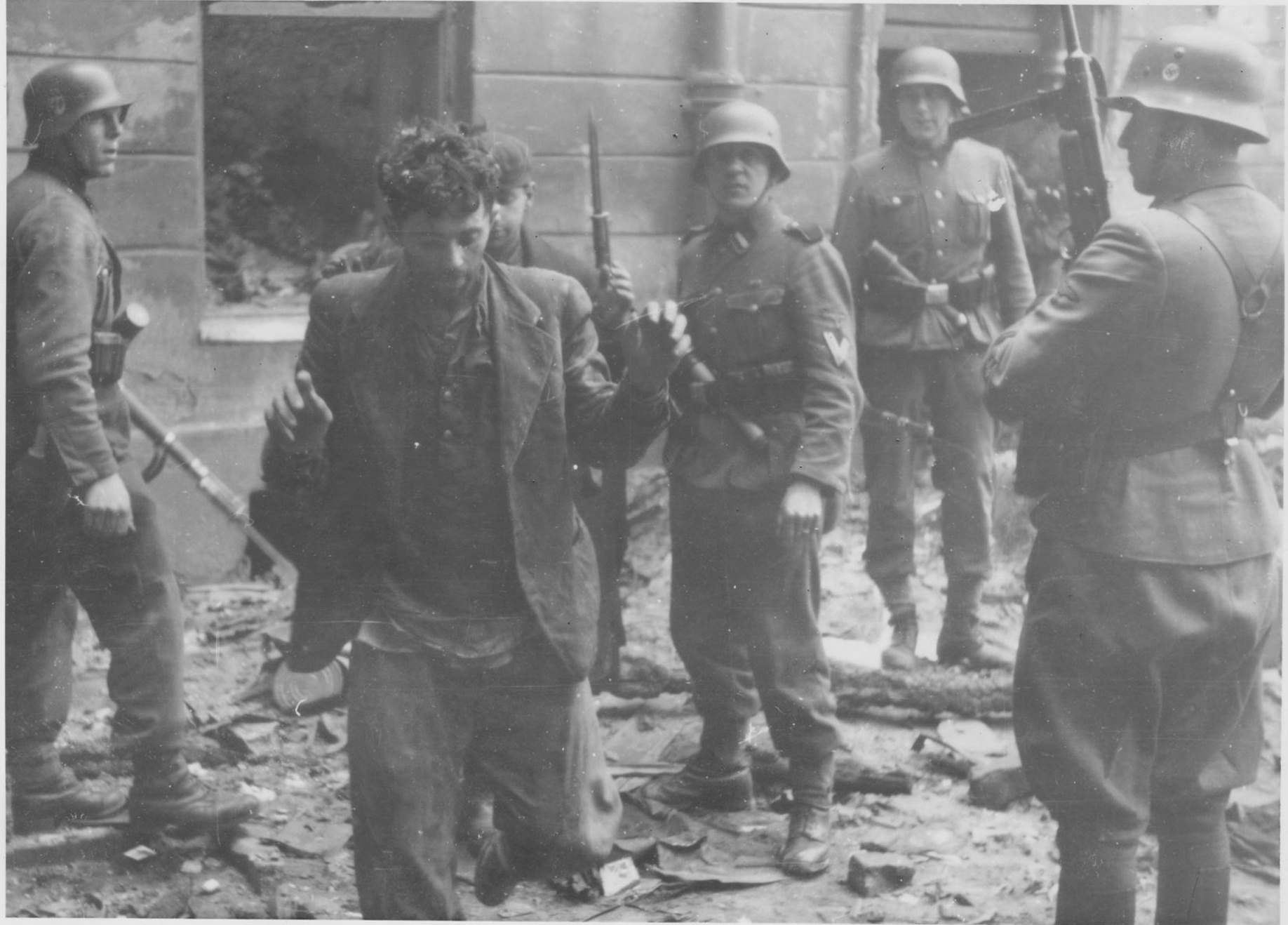
Upproret i Warszawas getto.

- 5 april – Ett opinionsmöte mot permittenttrafiken hålls i Auditorium i Stockholm och samlar 700 personer.[7]
- 15 april – Den svenska ubåten HMS Ulven, med 33 mans besättning, försvinner.[7]
- 19 april – Upproret i Warszawas getto startar när judarna i Warszawas getto gör uppror inför deportationer till Auschwitz, men får svag hjälp[3] och upproret krossas.[4]
- 27 april – Sverige inför skoransonering, lädersulor ersätts alltmer av träbottnar.[3]

### Maj
- 5 maj – Försvunna svenska u-båten HMS Ulven hittas minsprängd på svenskt vatten utanför Marstrand efter tre veckors sökande, ingen i besättningen har överlevt,[3] 33 personer fanns i u-båten.[4]
- 13 maj – Heeresgruppe Afrika under befäl av Generaloberst Hans-Jürgen von Arnim kapitulerar i Tunisien därmed avslutas det gemensamma tyska och italienska fälttåget i Nordafrika.[3]
- 16 maj
  - Royal Air Forces 617:e division genomför Dambuster-räden mot dammarna Möhne, Eder och Sorpe i västra Tyskland.
  - Upproret i Warszawas getto nedslaget.[2]
- 29 maj – Den allierade bombar den tyska staden Ronsdorf.
- 30 maj – Olle Tandberg, Sverige vinner Europamästerskapstiteln i tungviktsboxning på poäng mot Karel Sys, Belgien i en titelmatch på Råsunda fotbollsstadion.[3]

### Juni
- 16 juni – Sveriges kung Gustaf V hyllas som en enande nationell svensk gestalt på sin 85-årsdag.[1]
- 19 juni – Tysklands propagandaminister Joseph Goebbels förklarar Berlin "judefritt".[3]

### Juli

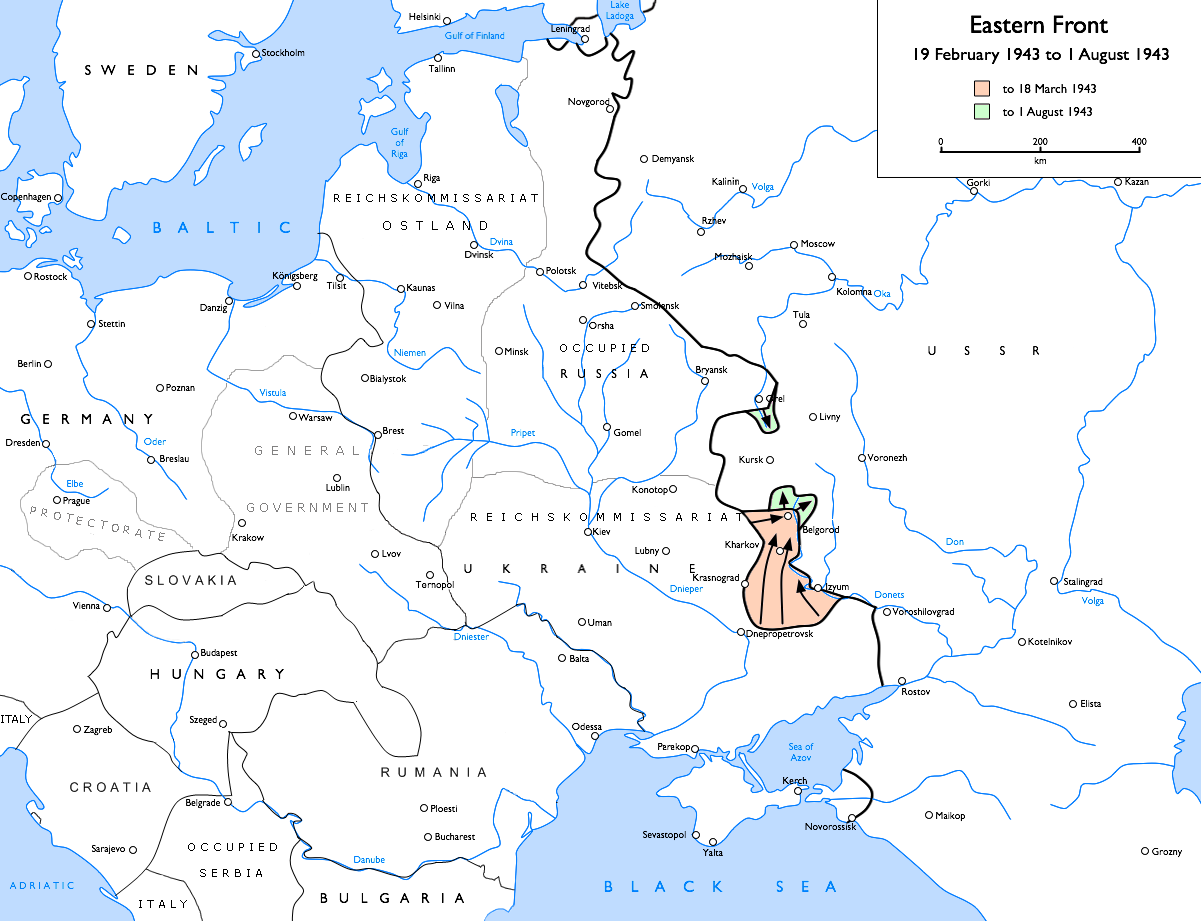
Slaget vid Kursk

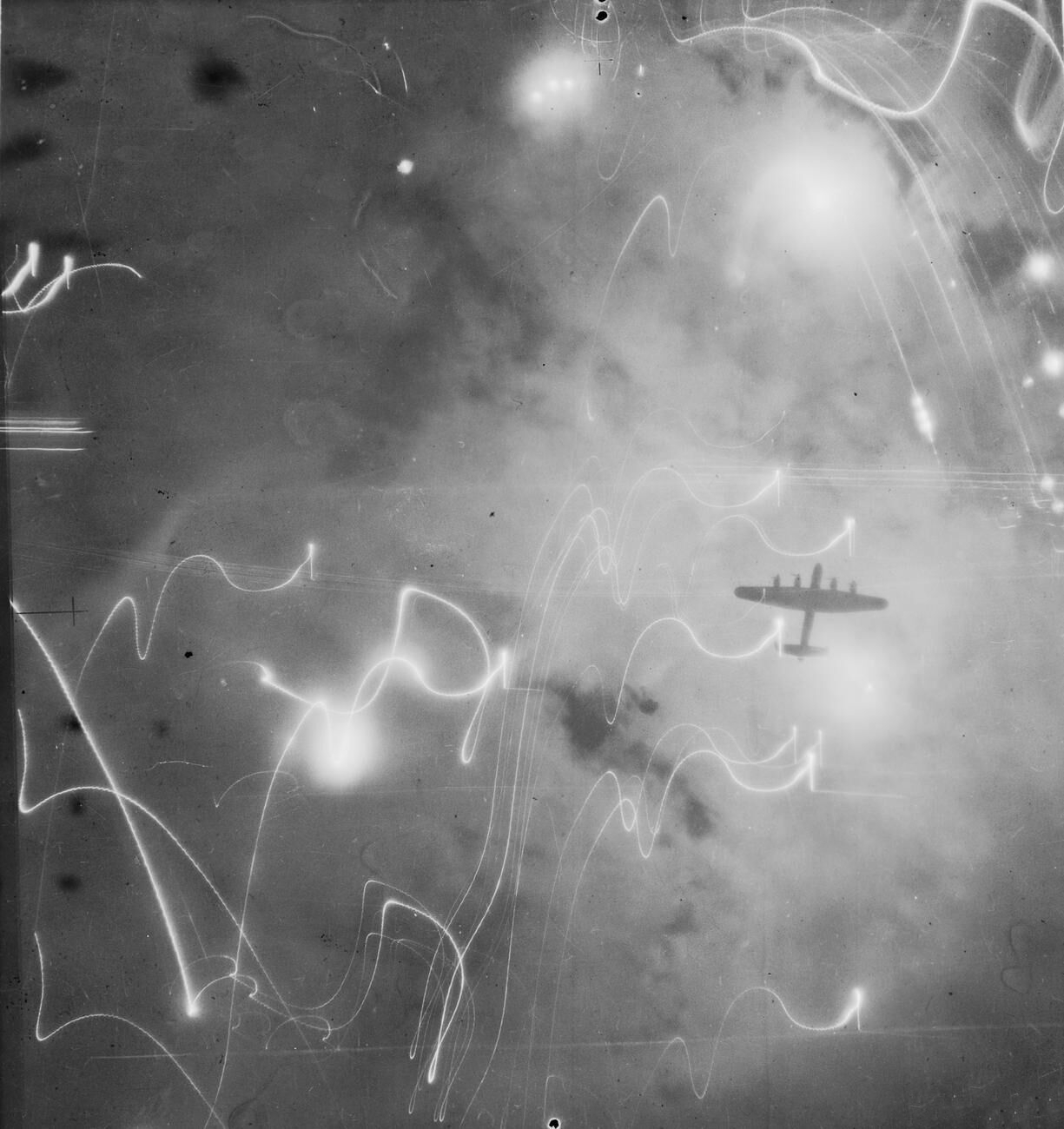
De allierade bombar Hamburg

- 1 juli – Arne Andersson, Sverige förbättrar världsrekord på en engelsk mil i löpning med tiden 4.02.06 vid friidrottsgala i Göteborg.[3]
- 5 juli
  - Slaget vid Kursk, krigshistoriens största pansarslag inleds på morgonen och kommer att pågå till den 23 augusti.
  - Sveriges första så kallade "zigenarskola" öppnas på privat initiativ i en Stockholmsförort.[1]
- 10 juli – 7:e amerikanska armén ledd av George S. Patton och British Eighth Army under Bernard Montgomery landstiger på Sicilien.[3]
- 15 juli – Broschyren "Om kriget kommer" delas ut till Sveriges hushåll, och ger råd och vägledning vid eventuell evakuering.[7]
- 16 juli – Sandöbron över Ångermanälven invigs.[3] Med 264 meter har den världens längsta brospann.[1]
- 24 juli – De allierade inleder en serie flygbombningar av Hamburg, vilket kräver 30 000 dödsoffer och utlöser en eldstorm.[3] Brittiska och kanadensiska bombflygplan anfaller nattetid, amerikanska under dagtid. Vid operationens avslutande i november har 9 000 ton bomber fällts över staden, mer än 30 000 invånare har omkommit och cirka 280 000 byggnader har förstörts.
- 25 juli – Den italienske diktatorn Benito Mussolini avgår och makten övergår till marskalken Pietro Badoglio.[4][8]
- 30 juli – General Charles de Gaulle tar över ledningen för den franska befrielserörelsen.

### Augusti
- 15 augusti – Sveriges regering stoppar tågtrafiken med tyska permittenter genom Sverige,[3] liksom transiteringen av tyskt krigsmateriel till Norge. På tre år har över två miljoner tyska soldater åkt tåg genom Sverige.[7]
- 17 augusti
  - Hela Sicilien erövras av amerikanska soldater.[2]
  - Arne Andersson, Sverige noterar nytt världsrekord på 1 500 meter löpning med 3.45.0.[9]
- 24 augusti – Ett allierat bombplan störtar utanför Annelöv efter att ha träffats av luftvärn vid bombningar av Berlin.[10]
- 28 augusti – Den första Sankt Eriks-Mässan öppnas i Stockholm.

### September

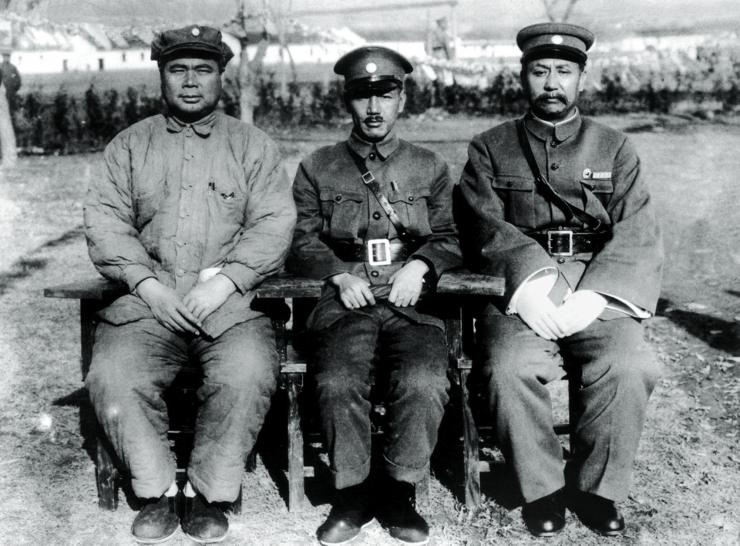
Chiang Kai-shek

- 3 september – Benito Mussolini tas till fånga och Italien kapitulerar till de allierade[3] då italienska fastlandet invaderas.
- 9 september – Amerikanska soldater landstiger i Salerno.[2]
- 10 september – Tyska soldater ockuperar i Rom.[2]
- 12 september – Vid en kupp planerad av SS-kaptenen Otto Skorzeny fritar tyskarna Benito Mussolini ur fångenskapen och kriget startar på nytt i norra Italien.[3]
- 13 september – Chiang Kai-shek blir president i Kina.[2]
- 30 september – Motståndet mot nazismen växer i Danmark, och Danmarks Frihedsråd bildas.[3]
- September – Sverige sluter ett avtal med Sovjetunionen om att ryska inspektörer fritt skall få bestämma över de ryska interneringslägren i Sverige.

### Oktober
- 1 oktober – Det första helt svensktillverkade militärplanet, SAAB:s lätta bombplan B17, provflygs.[1]
- 2 oktober – Sedan nazisterna dagen innan börjat arrestera danska judar meddelar Sverige offentligt att samtliga danska judar är välkomna till Sverige.
- 11 oktober – Filmen Casablanca, med Humphrey Bogart och Ingrid Bergman, har svensk premiär.[4]
- 13 oktober – Italien förklarar Tyskland krig.[2]
- 14 oktober – Filippinerna förklarar sig självständigt.[2]
- 17 oktober – Tyska hjälpkryssaren Michel sänks utanför Japan av amerikanska u-båten Tarpon.[11]
- 22 oktober – Tyskt flyg skjuter ner det svenska flygplanet SE-BAG Gripen 75 kilometer väster om Smögen. Flygplanet havererar senare mot klipporna på Hållö, varvid 13 personer dör och två överlever.
- 30 oktober - det japanska passagerarfartyget Shanghai Maru kolliderar med Sakito Maru 75 Mil utanför Shanghai.
- Oktober – Cirka 7 500 danska judar flyr till Sverige. Reportageböcker om förintelsen publiceras och Erik Brandt meddelar i den svenska riksdagen att tyskarna dödar judar med gas[12].

### November
- 16 november – 160 amerikanska bombplan angriper kraftverket och tungvattenfabriken i Rjukan i Norge.
- 18 november
  - Brittiska bombflygplan bombar av misstag Lund.[13]
  - Lars Ahlin debuterar med romanen Tåbb med manifestet.[1]
- 22 november – Stora delar av Berlin ödeläggs efter några dagars massiva flygbombningar.[4]
- 23 november – Den svenske sol-och-våraren Gustaf Raskenstam ställs inför rätta. Han döms senare till 3,5 års straffarbete.[4]
- 28 november–1 december – En konferens hålls i Teheran mellan Winston Churchill, Josef Stalin och Franklin D. Roosevelt.[2] Man diskuterar möjligheten att öppna en andra front mot tyskarna i Europa.
- 30 november – Lärare och manliga studenter vid Oslo universitet arresteras, vilket väcker harm i Sverige.
- November – Inga tidningsbeslag sker längre i Sverige utan rättegång.

### December
- 3 december – Den svenska regeringen beslutar om utbildning av 7 500 danska och 11 000 norska flyktingar till polistrupper, att insättas när Tysklands ockupation bryter samman.[1]
- 9 december – Marskalk Josip Broz "Tito" bildar en jugoslavisk partisanregering.[3]
- 16 december – Den svenska riksdagen antar en ny arrendelag, som säger, att arrende skall erläggas i pengar, inte in natura eller i dagsverken.[7]
- 20 december – En svensk handelsdelegation avreser till USA för att förbereda de svensk-amerikanska förbindelserna efter kriget.[1]
- 24 december – Dwight D Eisenhower blir allierad överbefälhavare.
- 25 december – Det tyska slagskeppet Scharnhorst sänks av brittiska flottstyrkor vid Norges kust.

### Okänt datum
- 1 400 personer omkommer vid en jordbävning i Istanbul.[14]
- Den svenske sångboken Nu ska vi sjunga utkommer i Sverige på initiativ av Alice Tegnér.
- Schweiziske kemisten Albert Hofmann prövar det LSD han framställde 1938 på sig själv.[15]
- Då Komintern läggs ner står SKP utan international.
- Det svenska Bondeförbundet byter namn till Landsbygdspartiet Bondeförbundet.
- Det svenska Kvinnoorganisationernas samarbetsråd i alkohol- och narkotikafrågor bildas.
- Svenska staten övertar genom finansdepartementet ägandet av Tipstjänst AB. Vinsten skall nu gå till idrotten.
- Kommunisterna vinner valet till representantskapet i svenska Metallindustriarbetareförbundets avdelning 1, varmed de får majoriteten i Metalls avtalsråd.
- Sverige går ur Internationella kriminalpoliskommissionen, som efter kriget skulle bli känt som Interpol, som på den tiden styrdes av Tyskland.
- Brittiska nattbombare flyger över Sverige på väg till och från Tyskland, med den svenska regeringens goda minne.
- Ingvar Kamprad grundar det svenska företaget Ingvar Kamprad Elmtaryd Agunnaryd (IKEA).
- Deckarförfattaren Stieg Trenter debuterar med kriminalromanen Ingen kan hejda döden.
- Solna stad  och Sandvikens stad får stadsrättigheter.
- AB Svenska Tobaksmonopolet får importmonopol och kontroll över den svenska detaljhandeln av tobak.
- Sveriges riksdag inför nöjesskatt på dans.
- Sverige slår Ungern i friidrottslandskamp.[1]
- Svensk polis slår till mot tysk värvningscentral i Stockholm.[1]

## Födda

### Första kvartalet

#### Januari
- 3 januari
  - Jarl Alfredius, svensk journalist och nyhetspresentatör i TV. (död 2009)
  - Mouloud Hamrouche, algerisk politiker, regeringschef 1989–1991.
- 8 januari – Andrew Hunter, brittisk politiker.
- 9 januari
  - Lennart Hegland, svensk musiker (basist). (död 2022)
  - Eva Persson, svensk skådespelare och dramapedagog. (död 2016)
- 10 januari – Jim Croce, amerikansk sångare och låtskrivare. (död 1973)
- 13 januari – Anita Ekström, svensk skådespelare. (död 2022)
- 14 januari
  - Angelo Bagnasco, italiensk kardinal, ärkebiskop av Genua.
  - Lena Hjelm-Wallén, svensk socialdemokratisk politiker, utbildningsminister 1982–1985, utrikesminister 1994–1998 och vice statsminister 1998–2002.[1]
  - Shannon Lucid, amerikansk astronaut.
- 16 januari – Mona Seilitz, svensk skådespelare. (död 2008)
- 17 januari
  - Chris Montez, amerikansk sångare.
  - René Préval, Haitis president 1996–2001. (död 2017)
- 18 januari
  - Kay Granger, amerikansk republikansk politiker, kongressledamot 1997–2025.
  - Charlie Wilson, amerikansk demokratisk politiker, kongressledamot 2007–2011. (död 2013)
- 19 januari
  - Janis Joplin, amerikansk sångare. (död 1970)
  - Margriet Francisca, nederländsk prinsessa.
- 22 januari – Jim Saxton, amerikansk republikansk politiker, kongressledamot 1984–2009.
- 24 januari – Sharon Tate, amerikansk fotomodell och skådespelare. (död 1969)
- 25 januari
  - Tobe Hooper, amerikansk filmregissör för skräckfilmer. (död 2017)
  - Hans-Erik Philip, dansk kompositör och musikarrangör.
- 26 januari
  - Taisto Martiskainen, finländsk skulptör. (död 1982)
  - Bernard Tapie, fransk affärsman, politiker och skådespelare. (död 2021)
- 27 januari
  - John Mica, amerikansk republikansk politiker, kongressledamot 1993–2017.
  - Alfred Karamuço, albansk jurist och politiker. (död 2012)
- 28 januari – John Beck, amerikansk skådespelare.
- 30 januari – Amanda Feilding, brittisk aktivist.

#### Februari
- 2 februari – Per Gahrton, svensk miljöpartistisk politiker, språkrör 1984–1985.[1] (död 2023)
- 5 februari – Michael Mann, amerikansk filmregissör, producent och manusförfattare.
- 9 februari
  - Nalle Knutsson, svensk festfixare och TV-personlighet. (död 2012)
  - Joe Pesci, amerikansk skådespelare.
  - Jonny Nilsson, svensk skridskoåkare. (död 2022)
- 10 februari – Walter B. Jones, amerikansk republikansk politiker. (död 2019)
- 12 februari – Cowboy-Laila, norsk countryartist.
- 14 februari – Aaron Russo, amerikansk filmproducent och politisk aktivist. (död 2007)
- 18 februari – K.G. Hammar, svensk teolog och kyrkoman, svensk ärkebiskop 1997–2000, Svenska kyrkans ärkebiskop 2000–2006.
- 20 februari
  - Aleksandr Aleksandrov, rysk kosmonaut.
  - Mike Leigh, brittisk regissör och författare av teaterpjäser, TV-pjäser och filmer.
- 25 februari – George Harrison, brittisk gitarrist, sångare och låtskrivare, medlem i The Beatles. (död 2001)

#### Mars
- 2 mars – Rosa DeLauro, amerikansk demokratisk politiker, kongressledamot 1991–.
- 4 mars – Berit Carlberg, svensk sångare, skådespelare, regissör och revyprimadonna. (död 2021)
- 6 mars – Eva Bysing, svensk skådespelare, underhållare.
- 7 mars
  - Gunilla Söderström, svensk operasångerska. (död 2004)
  - Björn Wittenmark, svensk civilingenjör, professor, vicerektor vid Lunds universitet.
- 9 mars
  - Bobby Fischer, amerikansk schackspelare. (död 2008)
  - Peter Luckhaus, svensk skådespelare, dramaturg och teaterregissör.
- 11 mars – Margareta Blomberg, svensk konstnär.
- 15 mars
  - Val Lehman, australisk skådespelare.
  - Sahib Singh Verma, indisk politiker, chefsminister i Delhi 1996–1998. (död 2007)
- 17 mars – Said Oveissi, svensk skådespelare, manusförfattare och regissör.
- 19 mars – Mario Molina, amerikansk kemist. Nobelpristagare. (död 2020)
- 20 mars – Kim Anderzon, svensk skådespelare. (död 2014)
- 22 mars – George Benson, amerikansk sångare och jazzgitarrist.
- 23 mars – Nils-Aslak Valkeapää, finländsk-samisk författare, musiker och konstnär. (död 2001)
- 25 mars – Martin Berggren, svensk skådespelare och teaterregissör.
- 26 mars
  - Kjell Larsson, svensk socialdemokratisk politiker, miljöminister 1998–2002. (död 2002)
  - Bob Woodward, amerikansk journalist.
- 28 mars – Conchata Ferrell, amerikansk skådespelare. (död 2020)
- 29 mars
  - Eric Idle, brittisk komiker och skådespelare, medlem av Monty Python.
  - John Major, brittisk premiärminister 1990–1997.
  - Vangelis, grekisk musiker. (död 2022)
- 31 mars – Christopher Walken, amerikansk skådespelare.

### Andra kvartalet

#### April
- 1 april
  - Mario Botta, schweizisk arkitekt.
  - Herman Lindqvist, svensk författare och kåsör.
  - Anne Otto, svensk filmproducent och produktionsledare
- 2 april – Bill Öhrström, svensk musiker.
- 3 april – Richard Manuel, kanadensisk musiker, pianist och trummis i The Band. (död 1986)
- 7 april – Evabritt Strandberg, svensk skådespelare och sångare.
- 8 april
  - Bengt Alsterlind, svensk skådespelare och programledare i TV.
  - Tony Banks, brittisk parlamentsledamot för Labour. (död 2006)
  - Giridhar Gamang, indisk politiker, chefsminister i Orissa 1999.
- 13 april – Lennart Prytz, svensk politiker.
- 18 april – Leif Nymark, svensk skådespelare. (död 2007)
- 19 april – Randy Kuhl, amerikansk republikansk politiker.
- 20 april
  - Alan Beith, brittisk parlamentsledamot för Liberal Democrats.
  - Jamie Gillis, amerikansk porrskådespelare och regissör. (död 2010)
- 23 april – Hervé Villechaize, fransk skådespelare. (död 1993)
- 25 april – Ljubov Tiurina, sovjetisk volleybollspelare. (död 2015)
- 29 april – Ian Kershaw, brittisk historiker.
- 30 april – Bobby Vee, amerikansk sångare. (död 2016)

#### Maj
- 3 maj – Jim Risch, amerikansk republikansk politiker, senator 2009-.
- 5 maj
  - Nils Moritz, svensk skådespelare.
  - Michael Palin, brittisk skådespelare, medlem i Monty Python.
  - Claes-Bertil Ytterberg, svensk biskop i Västerås stift.
- 6 maj – Andreas Baader, västtysk terrorist, en av ledarna för terroristgruppen Baader-Meinhof-ligan. (död 1977)
- 7 maj – Harriet Colliander, svensk antikvarie och politiker (nydemokrat), riksdagsledamot 1991–1994, partiordförande april–juni 1994.
- 8 maj – Tomas von Brömssen, svensk skådespelare.
- 9 maj
  - Vincent Cable, brittisk parlamentsledamot för Liberal Democrats.
  - Ove Grahn, svensk fotbollsspelare. (död 2007)
  - Anders Isaksson, svensk journalist, författare och historiker. (död 2009)
- 14 maj
  - Jack Bruce, brittisk musiker, medlem i Cream. (död 2014)
  - Ólafur Ragnar Grímsson, Islands president 1996–2016.
  - Alan Mollohan, amerikansk demokratisk politiker.
- 16 maj – Dan Coats, amerikansk republikansk politiker och diplomat.
- 17 maj
  - Anna Sundqvist, svensk skådespelare. (död 2010)
  - Syed Sirajuddin ibni Putra Jamalullail, sultan av Perlis.
- 21 maj
  - Michael Noonan, irländsk politiker.
  - Hilton Valentine, brittisk musiker, medlem av The Animals. (död 2021)
- 22 maj – Ann-Christine Gry, svensk konstnär, skådespelare och rekvisitör. (död 2019)
- 25 maj – Ed Whitfield, amerikansk republikansk politiker, kongressledamot 1995–2016.
- 27 maj
  - Bruce Weitz, amerikansk skådespelare.
  - Cilla Black, brittisk sångare. (död 2015)

#### Juni
- 4 juni
  - Ann-Charlotte Björling, svensk skådespelare och operettsångare.
  - Sandra Haynie, amerikansk professionell golfspelare.
  - Joyce Meyer, amerikansk predikant, författare och TV-programledare.
- 6 juni – Richard Smalley, amerikansk kemist, mottagare av Nobelpriset i kemi 1996. (död 2005)
- 8 juni – William Calley, amerikansk krigsförbrytare och officer. (död 2024)
- 9 juni – Joe Haldeman, amerikansk science fiction-författare.
- 10 juni – Leif Ahrle, svensk skådespelare och konstnär.
- 11 juni – Oleg Vidov, rysk skådespelare. (död 2017)
- 13 juni – Jim Guy Tucker, amerikansk demokratisk politiker, guvernör i Arkansas 1992–1996. (död 2025)
- 14 juni – Jim Sensenbrenner, amerikansk republikansk politiker, kongressledamot 1979-2021.
- 15 juni
  - Johnny Hallyday, fransk rockmusiker. (död 2017)
  - Poul Nyrup Rasmussen, dansk statsminister 1993–2001.
- 22 juni – Klaus Maria Brandauer, österrikisk skådespelare.
- 23 juni – James Levine, amerikansk dirigent och pianist. (död 2021)
- 26 juni – Georgie Fame, brittisk sångare.
- 27 juni – Ángel Parra, chilensk folkmusiker. (död 2017)
- 28 juni – Ed Pastor, amerikansk demokratisk politiker, kongressledamot 1991–2015. (död 2018)
- 29 juni – Little Eva, amerikansk sångare. (död 2003)

### Tredje kvartalet

#### Juli
- 3 juli – Kurtwood Smith, amerikansk skådespelare.
- 5 juli – Robbie Robertson, kanadensisk musiker, gitarrist i The Band. (död 2023)
- 6 juli – John Cummings, brittisk parlamentsledamot för Labour Party 1987–2010. (död 2017)
- 7 juli
  - Jim Steffe, svensk skådespelare. (död 2014)
  - Björn Strand, svensk skådespelare. (död 1996)
  - Toto Cutugno, italiensk sångare. (död 2023)
- 10 juli – Arthur Ashe, amerikansk tennisspelare. (död 1993)
- 11 juli – Howard Gardner, lanserade teorin om "multipel intelligens"
- 15 juli – Bill Dinwiddie, amerikansk basketspelare. (död 2023)
- 20 juli
  - Chris Amon, nyzeeländsk racerförare. (död 2016)
  - Bob McNab, engelsk fotbollsspelare.
  - Wendy Richard, brittisk skådespelare. (död 2009)
- 21 juli – Daniel Tarschys, svensk statsvetare och politiker.
- 24 juli – Gunilla Thorgren, svensk journalist och politiker.
- 26 juli – Mick Jagger, sångare och låtskrivare, medlem i The Rolling Stones.
- 28 juli – Bill Bradley, amerikansk basketspelare och politiker, senator 1979–1997.
- 31 juli – Lobo, eg. Roland Kent LaVoie, amerikansk sångare och låtskrivare.

#### Augusti
- 3 augusti – Prinsessan Christina, svensk prinsessa.
- 8 augusti – Daniel Börtz, svensk tonsättare.[1]
- 9 augusti – Roger Jansson, åländsk politiker (frisinnad, SFP).
- 10 augusti – Antoine Ghanem, libanesisk politiker. (död 2007)
- 11 augusti – Pervez Musharraf, pakistansk militär och politiker, president 2001–2008. (död 2023)
- 13 augusti – Ertha Pascal-Trouillot, Haitis president 1990–1991.
- 15 augusti – Pierre Lindstedt, svensk skådespelare.
- 16 augusti
  - Kjell Alinge, svensk radiojournalist och sketchförfattare. (död 2016)
  - Rafael Baidavletov, politiker, regeringschef i Basjkirien 1999–2008.
- 17 augusti – Robert De Niro, amerikansk skådespelare, filmproducent och filmregissör.
- 18 augusti – Gianni Rivera, italiensk fotbollsspelare.
- 23 augusti
  - Bengt Westerberg, svensk politiker, partiledare för Folkpartiet 1983–1995, vice statsminister 1991–1994.[1]
  - Pino Presti, italiensk basist, arrangör, kompositör, dirigent och producent.
- 26 augusti – Johan Hederstedt, svensk överbefälhavare
- 27 augusti
  - Bob Kerrey, amerikansk demokratisk politiker, guvernör i Nebraska 1983–1987, senator 1989–2001.
  - Tuesday Weld, amerikansk skådespelare.
- 28 augusti – Bicky Chakraborty, svensk hotellägare, grundare av Elite Hotels och The Bishops Arms. (död 2022)
- 30 augusti – Jean Claude Killy, fransk alpin skidåkare.

#### September
- 3 september – Andrew Jennings, brittisk författare och journalist. (död 2022)
- 7 september – Gunilla Norling, svensk skådespelare.
- 8 september – Negasso Gidada, president i Etiopien 1995–2001. (död 2019)
- 10 september – Neale Donald Walsch, författare inom New Age.
- 13 september – Lincoln Davis, amerikansk demokratisk politiker.
- 18 september – Kerstin Bäck, svensk kommunpolitiker, ståupp-komiker, föreläsare och författare. (död 2022)
- 20 september – Sani Abacha, president i Nigeria 1993–1998. (död 1998)
- 21 september – Jerry Bruckheimer, amerikansk film- och TV-producent.
- 23 september
  - Steve Boone, amerikansk musiker, medlem av The Lovin' Spoonful.
  - Julio Iglesias, spansk sångare och fotbollsmålvakt.
  - Anders Kulläng, svensk rallyförare. (död 2012)
  - Antonio Tabucchi, italiensk författare. (död 2012)
- 25 september – Robert Gates, amerikansk ämbetsman, försvarsminister 2006–2011.
- 27 september – Jeja Sundström, svensk vissångare.
- 29 september
  - Wolfgang Overath, tysk fotbollsspelare.
  - Lech Wałęsa, polsk politiker, president 1990–1995.

### Fjärde kvartalet

#### Oktober
- 1 oktober
  - Jean-Jacques Annaud, fransk regissör.
  - Ingela Thalén, svensk socialdemokratisk politiker, bland annat partisekreterare i socialdemokraterna 1996–1999.
- 2 oktober – Paul Van Himst, belgisk fotbollsspelare och -tränare.
- 3 oktober – Jeff Bingaman, amerikansk demokratisk politiker, senator 1983–2013.
- 4 oktober
  - Owen Davidson, australisk tennisspelare. (död 2023)
  - Joachim Radkau, tysk historiker.
  - Buddy Roemer, amerikansk politiker. (död 2021)
- 5 oktober – Ginny Brown-Waite, amerikansk republikansk politiker, kongressledamot 2003–2011.
- 6 oktober – Michael Durrell, amerikansk skådespelare.
- 7 oktober
  - Rolf Börjlind, svensk skådespelare.
  - Oliver North, amerikansk säkerhetsrådgivare till president Ronald Reagan, centralt inblandad i Iran-Contras-affären 1985–1987.
- 8 oktober
  - Chevy Chase, amerikansk skådespelare och komiker.
  - R.L. Stine, amerikansk författare.
- 10 oktober – Reinhard Libuda, tysk fotbollsspelare. (död 1996)
- 11 oktober – George McMillan, amerikansk demokratisk politiker. (död 2025)
- 13 oktober
  - Peter Sauber, schweizisk stallägare i formel 1.
  - Anne Wibble, svensk politiker, finansminister 1991-1994. (död 2000)
- 16 oktober – Lou Rossling, svensk refräng- och körsångare.
- 18 oktober – Giorgos Armenis, grekisk skådespelare.
- 22 oktober – Catherine Deneuve, fransk skådespelare.
- 24 oktober – José Serrano, amerikansk demokratisk politiker, kongressledamot 1990–2021.
- 29 oktober
  - Norman Hunter, engelsk fotbollsspelare. (död 2020)
  - Don Simpson, amerikansk filmproducent. (död 1996)
- 31 oktober – Oommen Chandy, indisk politiker, chefsminister i Kerala 2004–2006 och 2011–2016. (död 2023)

#### November
- 2 november – Patty Judge, amerikansk demokratisk politiker.
- 7 november
  - Silvia Cartwright, Nya Zeelands generalguvernör 2001–2006.
  - Joni Mitchell, kanadensisk sångare.
  - Boris Gromov, Sovjetisk general och sedermera guvernör över Moskvaregionen.
- 9 november – Svante Grundberg, svensk skådespelare, författare, regissör och ståupp-komiker. (död 2019)
- 12 november
  - Brian Hyland, amerikansk popsångare.
  - Björn Waldegård, svensk rallyförare. (död 2014)
- 20 november – Veronica Hamel, amerikansk skådespelare.
- 21 november – Jacques Laffite, fransk racerförare.
- 22 november – Billie Jean King, amerikansk tennisspelare med 35 Grand Slam-titlar.
- 26 november – Marilynne Robinson, amerikansk essäist och romanförfattare.
- 28 november – Randy Newman, amerikansk sångare, kompositör och pianist.
- 30 november – Tonny Roth, svensk musiker, medlem i Hootenanny Singers.

#### December
- 2 december – Maria Scherer, svensk journalist, programledare, krönikör och författare. (död 2024)
- 9 december – Lasse Holm, svensk musiker, låtskrivare och sångare.
- 11 december – John Kerry, amerikansk politiker, senator 1985–2013, presidentkandidat för Demokraterna 2004.
- 12 december – Dickey Betts, amerikansk gitarrist, sångare och låtskrivare, medlem i The Allman Brothers Band. (död 2024)
- 18 december – Keith Richards, gitarrist, sångare och låtskrivare, medlem i The Rolling Stones.
- 19 december
  - James L. Jones, amerikansk general.
  - Sam Kelly, brittisk skådespelare. (död 2014)
- 20 december – Björn Wallde, svensk skådespelare och ståupp-komiker.
- 21 december
  - Lena Bergman, svensk skådespelare.
  - Jack Nance, amerikansk skådespelare. (död 1996)
- 23 december
  - Silvia Renate Sommerlath, drottning av Sverige 1976–, gift med Carl XVI Gustaf.
  - Jörgen Lantz, svensk skådespelare.
  - Harry Shearer, amerikansk skådespelare och komiker.
- 24 december – Tarja Halonen, Finlands president 2000–2012.
- 25 december – Hanna Schygulla, tysk skådespelare.
- 27 december
  - Sam Hinds, guyanansk politiker, premiärminister 1992–1997, 1997–1999 och 1999–2015, Guyanas president 1997.
  - John Edward Robinson, amerikansk mördare.
- 28 december – Juan Luis Cipriani Thorne, peruansk kardinal.
- 30 december – Gösta Winbergh, svensk operasångare. (död 2002)
- 31 december
  - John Denver, amerikansk sångare. (död 1997)
  - Ben Kingsley, brittisk skådespelare.
  - Pete Quaife, brittisk musiker, basist i The Kinks 1963–1969. (död 2010)

## Avlidna

### Första kvartalet

#### Januari
- 7 januari – Nikola Tesla, 86, kroatisk-amerikansk uppfinnare.
- 9 januari – Nils Flyg, 51, svensk riksdagsman och partiordförande för Socialistiska partiet sedan 1929.
- 15 januari – Eric Knight, 45, brittisk författare.
- 19 januari – Arthur Natorp, 52, svensk regissör och skådespelare.
- 21 januari – A.K. Cajander, 63, finländsk politiker, Finlands statsminister 1922, 1924 och 1937–1939.

#### Februari
- 16 februari – Yngve Holm, 47, svensk seglare med ett OS-guld.
- 22 februari
  - Sophie Scholl, 21, tysk motståndskämpe, avrättad.
  - Hans Scholl, 24, tysk motståndskämpe, avrättad.
- 26 februari – Theodor Eicke, 50, tysk SS-officer.

#### Mars
- 4 mars – Alfred E. Reames, 73, amerikansk demokratisk politiker, senator 1938.
- 9 mars – Otto Freundlich, 64, tysk konstnär.
- 12 mars – Gustav Vigeland, 73, norsk skulptör.
- 13 mars – Edward Wennerholm, 53, svensk gymnast med ett OS-guld.
- 15 mars – Betty Nansen, 69, dansk skådespelare och teaterledare.
- 19 mars – Frank Nitti, 57, amerikansk gangster.
- 20 mars – Frank Orren Lowden, 82, amerikansk republikansk politiker, guvernör i Illinois 1917–1921.
- 28 mars – Sergej Rachmaninov, 69, rysk tonsättare, pianist och dirigent.
- 30 mars – Syster Maria Restituta, 48, österrikisk nunna och sjuksköterska; saligförklarad 1998.

### Andra kvartalet

#### April
- 7 april
  - Helmuth Groscurth, 44, tysk officer.
  - Alexandre Millerand, 84, fransk politiker, Frankrikes president 1920–1924.
- 18 april – Isoroku Yamamoto, 59, japansk amiral.
- 19 april – Gustave Doret, 76, schweizisk kompositör.
- 22 april – Luren Dickinson, 84, amerikansk republikansk politiker, guvernör i Michigan 1939–1941.
- 25 april – Kurt von Hammerstein-Equord, 64, tysk general.
- 30 april – Beatrice Webb, 85, brittisk socialistisk reformator.

#### Maj
- 3 maj – Isidore De Rudder, 88, belgisk konstnär.
- 7 maj
  - Ali Fethi Okyar, 63, turkisk diplomat och politiker.
  - Heinrich Lüders, 73, tysk indolog.
- 9 maj
  - Walter von Brockdorff-Ahlefeldt, 55, tysk militär.
  - Herman Lundborg, 75, svensk läkare och rasbiolog.
- 22 maj – Helen Taft, 81, amerikansk presidentfru, gift med USA:s 27:e president, William Howard Taft.
- 25 maj – Nils Dardel, 54, svensk konstnär.
- 26 maj
  - Edsel Ford, 49, amerikansk chef för Ford Motor Company 1919–1943.
  - Alice Tegnér, 79, svensk kompositör, skrev barnvisor[1] som "Bä, bä, vita lamm" och "Mors lilla Olle".[7]
- 27 maj – Alexander James Carlyle, 81, brittisk präst och historiker.

#### Juni
- 9 juni – Mina Carlson-Bredberg, 85, svensk målare.
- 21 juni – Oscar Johanson, 78, svensk skådespelare.

### Tredje kvartalet

#### Juli

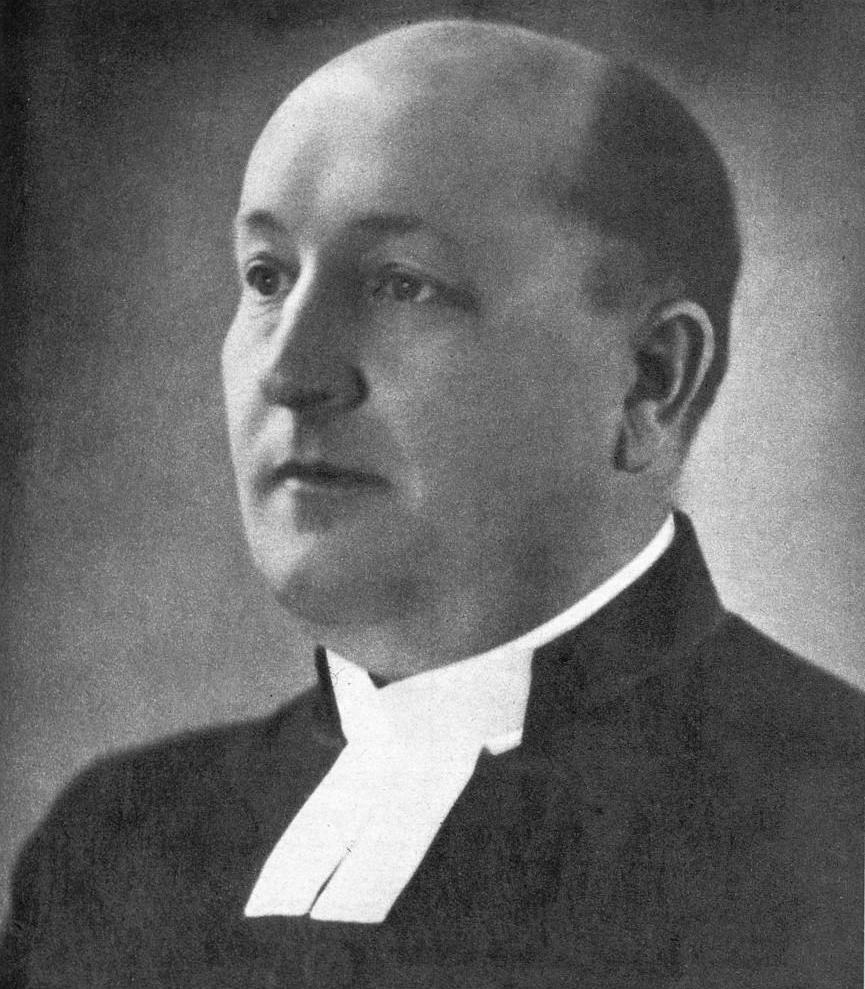
Biskopen i Uleåborgs stift Yrjö Wallinmaa dödades i en attack utförd av sovjetiska partisaner den 4 juli, 50 år gammal.

- Biskopen i Uleåborgs stift Yrjö Wallinmaa dödades i en attack utförd av sovjetiska partisaner den 4 juli, 50 år gammal.4 juli – Yrjö Wallinmaa, 50, finländsk biskop i Uleåborgs stift 1943.
- 8 juli – Jean Moulin, 44, framstående fransk motståndsman under andra världskriget.
- 11 juli – Nils Lundell, 53, svensk skådespelare.
- 13 juli
  - Alexander Schmorell, 25, tysk student och soldat, medlem av Vita rosen, avrättad.
  - Kurt Huber, 49, tysk professor, medlem av Vita rosen, avrättad.
- 21 juli – Charlie Paddock, 42, amerikansk sprinter med två OS-guld.
- 22 juli – Marcus Wallenberg, 79, svensk företagsledare, bankdirektör.
- 23 juli – August Ramsay, 84, finländsk företagsledare och politiker, Finlands finansminister 1919.
- 27 juli – Herbert Roper Barrett, 69, brittisk tennisspelare med ett OS-guld.

#### Augusti
- 5 augusti – Cecilie Dahl, 85, norsk målare.
- 21 augusti – Henrik Pontoppidan, 86, dansk författare, nobelpristagare.
- 24 augusti – Simone Weil, 34, fransk filosof och mystiker.
- 25 augusti – Johan Petter Johansson, 89, svensk uppfinnare.

#### September
- 6 september – Friend Richardson, 77, amerikansk politiker, guvernör i Kalifornien 1923–1927.
- 11 september – Oswald Teichmüller, 30, tysk matematiker.
- 13 september – Ugo Cavallero, 62, italiensk militär.
- 14 september
  - Rune Carlsson, 33, svensk fotbollsspelare.
  - Ernst Linder, 75, svensk militär.
- 16 september – Matti Jurva, 45, finländsk sångare och skådespelare.
- 21 september
  - Barzilla W. Clark, 62, amerikansk demokratisk politiker, guvernör i Idaho 1937–1939.
  - Kingsley Wood, 62, brittisk politiker, Storbritanniens finansminister 1940–1943.
- 23 september
  - Wilhelm Kube, 55, tysk SS-officer.
  - Ernst Trygger, 85, svensk professor och politiker, Sveriges statsminister 1923–1924.
- 30 september
  - Maria Jotuni, 63, finländsk författare.
  - Conny Molin, 57, svensk operasångare.
  - Franz Oppenheimer, 79, tysk sociolog och politisk ekonom.

### Fjärde kvartalet

#### Oktober
- 4 oktober – Richard T. Ely, 89, amerikansk nationalekonom.
- 7 oktober – Radclyffe Hall, 63, brittisk författare.
- 9 oktober – Pieter Zeeman, 78, nederländsk fysiker, nobelpristagare.
- 13 oktober – Isaac Cassel, 62, svensk bankman.
- 21 oktober – Dudley Pound, 66, brittisk sjömilitär.

#### November
- 6 november – Olga Andersson, 67, svensk skådespelare.
- 11 november – Henry L. Myers, 81, amerikansk demokratisk politiker och jurist, senator 1911–1923.

#### December
- 1 december – Frida Winnerstrand, 62, svensk skådespelare.
- 3 december – Augusta Lindberg, 77, svensk skådespelare.
- 15 december – Fats Waller, 39, amerikansk jazzmusiker.
- 22 december – Beatrix Potter, 77, brittisk barnboksförfattare och illustratör.
- 29 december – Hildur Malmberg, 69, svensk skådespelare.

## Nobelpris[16]
- Fysik – Otto Stern, USA
- Kemi – George de Hevesy, Ungern/Sverige
- Medicin
  - Henrik Dam, Danmark
  - Edward A Doisy, USA
- Litteratur – Inget pris utdelades
- Fred – Inget pris utdelades

### Fotnoter
1. 1 2 3 4 5 6 7 8 9 10 11 12 13 14 15 16 17  Hundra år i Sverige – 1943, Hans Dahlberg, Albert Bonniers, 1999
2. 1 2 3 4 5 6 7 8 9  Faktakalendern 2000 – 1943 (Utlandet) , Semic, 1999
3. 1 2 3 4 5 6 7 8 9 10 11 12 13 14 15 16 17 18  20:e århundrades När Var Hur – 1943, Bernt Himmelstedt, Forum, 1999
4. 1 2 3 4 5 6 7 8  100 år med Aftonbladet – 1943, 1999
5. ↑  ”HMS Thunderbolt (N 25)”. uboat.net. http://uboat.net/allies/warships/ship/3485.html. Läst 21 oktober 2010.
6. ↑  Warren, C.E.T.; Benson, James (1958). "The Admiralty regrets ...": the story of His Majesty's submarine Thetis and Thunderbolt. London: Harrap
7. 1 2 3 4 5 6  Sverige 1900-talet – 1943, NE, Bra Böcker, 2000
8. ↑  Göran Hägg, Mussolini. 2008. sid. 302–304.
9. ↑  75 år Sverige, Carl-Adam Nycop, Bra Böcker, 1976, sidan 135 – Hägg och Arnes rekordlöpningar
10. ↑  ”Engelskt bombplan störtade i Annelövs ängar”. Arkiverad från originalet den 8 november 2012. https://web.archive.org/web/20121108102510/http://www.arkivet-landskrona.se/berttelser/bengtn.htm. Läst 11 augusti 2013.
11. ↑  Muggenthaler, August Karl (1977). German Raiders of WWII. Prentice-Hall. sid. 276. ISBN 0-13-354027-8
12. ↑  Hexmasters Faktoider om Hitler och fredspriset
13. ↑  Faktakalendern 2000 – 1943 (Sverige), 1999
14. ↑  Faktakalendern 2006, Semic, 2005
15. ↑  ”Narkotika”. Arkiverad från originalet den 24 maj 2011. https://web.archive.org/web/20110524131828/http://members.fortunecity.com/simulatorsmusicsite/droger/narkotika.htm.
16. ↑  ”Nobelpriset”. https://www.nobelprize.org/prizes/lists/all-nobel-prizes/. Läst 10 april 2011.